# Kenji Tochio
Kenji Tochio (jap. 橡尾 健次 Tochio Kenji; ur. 26 maja 1941) – były japoński piłkarz, reprezentant kraju.

## Kariera klubowa
Jako piłkarz grał w takim klubie jak Furukawa Electric.

## Kariera reprezentacyjna
W reprezentacji Japonii zadebiutował w 1961. W sumie w reprezentacji wystąpił w 2 spotkaniach.

## Statystyki
| Reprezentacja Japonii | Reprezentacja Japonii | Reprezentacja Japonii |
| Rok                   | Mecze                 | Gole                  |
| --------------------- | --------------------- | --------------------- |
| 1961                  | 2                     | 0                     |
| Razem                 | 2                     | 0                     |